# Município de Clay (condado de Ottawa, Ohio)
Localização do Ohio nos E.U.A.
O município de Clay (em inglês: Clay Township) é um município localizado no condado de Ottawa no estado estadounidense de Ohio. No ano 2010 tinha uma população de 5058 habitantes e uma densidade populacional de 74,94 pessoas por km².

## Geografia
O município de Clay encontra-se localizado nas coordenadas 41° 31′ 40″ N, 83° 21′ 20″ O. Segundo o Departamento do Censo dos Estados Unidos, o município tem uma superfície total de 67.49 km², da qual 67.43 km² correspondem a terra firme e (0.09%) 0.06 km² é água.

## Demografia
Segundo o censo de 2010, tinha 5058 pessoas residindo no município de Clay. A densidade de população era de 74,94 hab./km².